# Quebrada de Córdova
La Quebrada de Córdova es un humedal situado sobre el límite de las comunas de El Tabo y El Quisco, cercano a las localidades de El Tabo e Isla Negra, en la región de Valparaíso, Chile. 
El año 2017 fue declarado Santuario de la Naturaleza por el Ministerio de Medio Ambiente, a través del decreto Nº 30. Corresponde a un área de 137,43 hectáreas cuyo eje es el estero del Rosario, el cual desemboca en la laguna del mismo nombre a orillas de la playa Las Ágatas
Es desde hace décadas un importante espacio de estudios botánicos, aportando a la reconstrucción de la historia de la vegetación en Chile. Fue reconocido como un Sitio Prioritario para la Conservación de la Biodiversidad terrestre, en la Estrategia Regional de Biodiversidad y en el Plan de Acción para la Conservación de la Diversidad Biológica del año 2005, principalmente por la existencia de un bosque relicto de olivillo (Aextoxicon punctatum).
Su nombre se debe a Alonso de Córdova Gómez, regidor de Santiago, quien recibió en 1584 una merced de tierra en el litoral central, que le permitió ser el primer poblador europeo en esta zona.
Los objetos de protección del santuario son:
- La comunidad de plantas higrófitas, entre las que destacan el olivillo (Aextoxicon punctatum) y varias especies de arrayanes del género Myrceugenia.
- El sistema hídrico, que comprende los escurrimientos superficiales y sub-superficiales.
- Las especies en categoría de amenaza: Cururo (Spalacopus cyanus; EN), Pejerrey chileno (Basilichthys australis; VU), Culebra de cola larga (Philodryas chamissonis; VU), Rana Chilena (Calyptocephalella gayi; VU),  Coipo (Myocastor coypus; VU) y Guiña ( Leopardus guigna; VU)[6]

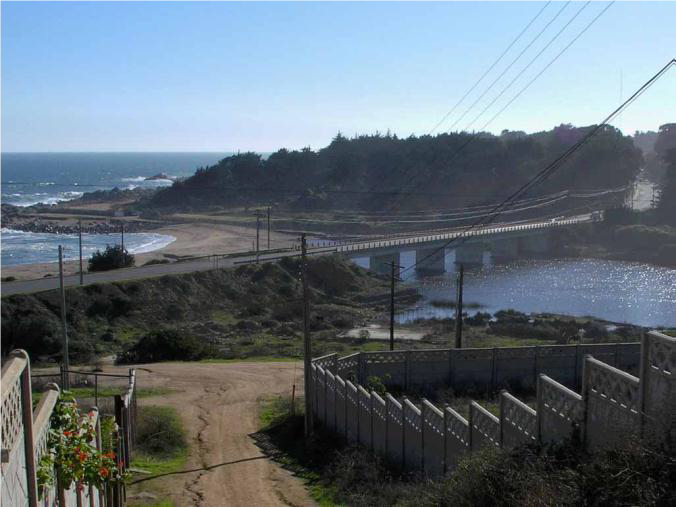
Laguna de Córdova (derecha) y Playa Las Ágatas (izquierda) separadas por puente carretero. Al fondo, localidad de Isla Negra.

## Clima
La Quebrada de Córdova se encuentra localizada en la zona templada de tipo mediterráneo costero. Este tipo de zona se caracteriza por tener una reducida variación térmica durante todo el año, debido a la influencia del océano como regulador de la oscilación térmica. 
La quebrada posee un microclima húmedo, influenciado tanto por sus condiciones de relieve como por la exposición que se encuentra. Esto se debe a que su ladera sur es muy umbría, recibe el aporte hídrico del estero El Rosario (en el sector del fondo de la quebrada)y, además las neblinas nocturnas, junto con el rocío proveniente del mar, y las numerosas vertientes en las laderas de la quebrada hacen que el lugar se una zona excepcional en su entorno.
En las comunas donde se encuentra el humedal se registran variaciones de temperatura que van en promedio: una máxima de 22,9 C° en verano y una mínima de 6,9 C° en invierno. Lo que permite tener veranos frescos e inviernos moderados.
Respecto a las precipitaciones de la zona, su media anual es de 455 mm, con un periodo seco de 7 meses, siendo esto característico de climas templados

## Geomorfología
La Quebrada de Córdova corresponde al segmento bajo o terminal de la cuenca del estero El Rosario, de 253 km² de superficie. 
El área donde se encuentra el humedal, está emplazada sobre planicies litorales (también llamadas terrazas costeras). En ellas se encuentra una sedimentación heterogénea originada por medio de la acción abrasiva del mar sobre las rocas del basamento paleozoico. 
La forma suavemente onduladas de las terrazas se corta por quebradas y esteros de diversas extensiones, que permiten las salidas de las aguas continentales hacia el mar. Estos cortes coinciden con las zonas de mayor pendiente.

## Biodiversidad
Quebrada de Córdova es un humedal con bosque, donde se puede encontrar una zona ribereña, que permite encontrar vegetación del mismo tipo. Esta vegetación es muy importante, ya que ofrece diversos servicios ambientales, por ejemplo: las raíces de los árboles y arbustos en las orillas permiten que la infiltración del agua en el suelo sea mayor, lo que disminuye la erosión de las orillas de los ríos y reduce las escorrentías superficiales, de manera que se recarga el manto freático en esta zona del estero. Dominan las especies: Otholobium glandulosum y Myrceugenia lanceolata, con presencia de otras visualmente muy destacadas, tales como Gunnera tinctoria, Fuchsia magellanica, Blechnun chilense.
Otro ambiente de especial interés es el constituido por depósitos antiguos de gravilla en los meandros del estero, hábitat de numerosas herbáceas bulbosas o de raíz tuberosa (géneros Alstroemeria, , Gavilea,Sisyrinchium.En este sector se puede encontrar con el piso vegetativo de bosque esclerófilo mediterráneo costero de Lithrea caustica y Cryptocarya alba.
En la Quebrada de Córdova se encuentran evidencias de que la vegetación de la zona central de Chile había sido subtropical, así como a su vez proporciona huellas de que había dos estaciones de lluvia durante el año en intervalos de invierno y verano, esto antes de que la cordillera de los Andes alcanzara su altura actual.Todo cambio con la elevación de la cordillera, se pierden las lluvias de verano la vegetación cambio, dando paso al actual matorral y bosque esclerófilo.
Sin embargo, aún existe la posibilidad de observar en esta zona el tipo de vegetación subtropical, y hay que señalar que existen muy pocos sectores costeros con humedad alta todo el año. Tal como es el caso del parque nacional Fray Jorge y Quebrada de Córdova, encontrándose vegetación tan antigua y que haya sobrevivido de forma relictual. Aquí se pueden encontrar especies representativas de esta vegetación como es el olivillo Aextoxicon punctatum y también algunos miembros de la familia Myrtaceae.
Los bosques relictos de olivillo, que se encuentran en esta área en particular, resultan ser unos de los escasos lugares de la zona central, que permiten observar bosques tan antiguos de presencia continua en territorio chileno, incluso más antiguos que los de la zona sur del país.
A la fecha se han avistado 102 especies distintas de aves en el Santuario de La Naturaleza Quebrada de Córdova, según los registros de la plataforma de ciencia ciudadana eBird, y un total de 543 especies considerando flora, fauna y funga, según los registros de la plataforma de ciencia ciudadana iNaturalist.

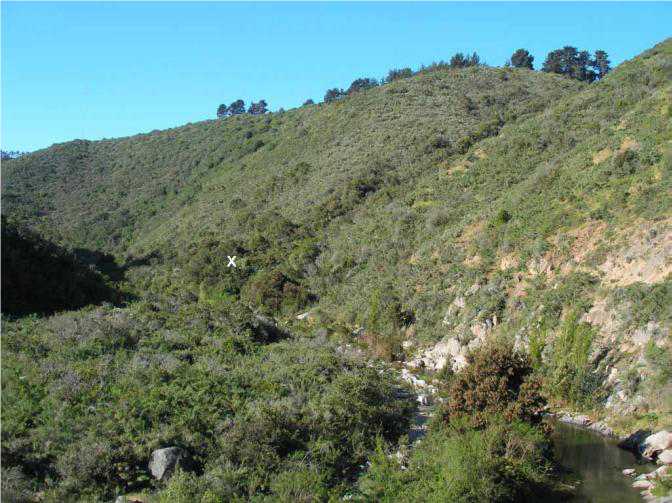
Bosque relicto de Olivillo en la ladera de la Quebrada de Cordova, está rodeado por bosque y matorral esclerófilo
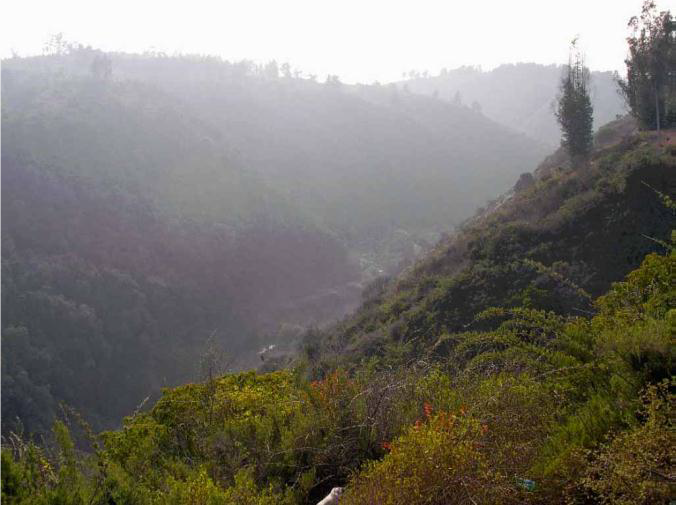
En el sector medio de la quebrada, se constituye un profundo cañón con laderas de una abundante vegetación y que superan los 100 m de desnivel.
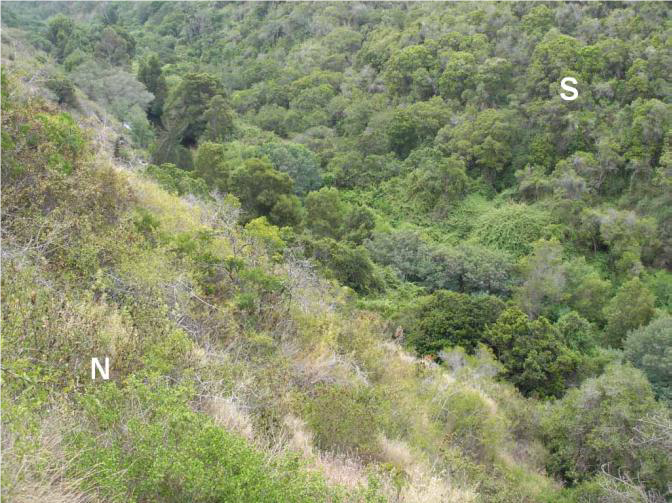
Se puede visualizar el factor de exposición de ladera entre sur y norte observado claramente sus diferencias de vegetación en la quebrada

### Flora
En el Humedal Quebrada de Córdova se pueden encontrar especies de plantas vasculares nativas. En este territorio se han identificado 192 especies, y 26 de ellas se encuentran en alguna categoría de conservación
A continuación una tabla con la flora presente
| Familia          | Especie               | Estado de Conservación | (fuente)    |
| ---------------- | --------------------- | ---------------------- | ----------- |
| Adiantaceae      | Adiantum chilense     |                        |             |
| Adiantaceae      | Adiantum excisum      | IC                     | (2)         |
| Azollaceae       | Azolla filiculoides   |                        |             |
| Blechnaceae      | Blechnum chilense     | IC                     | (4)         |
| Blechnaceae      | Blechnum hastatum     |                        |             |
| Cystopteridaceae | Cystopteris fragilis  |                        |             |
| Equisetaceae     | Equisetum bogotense   |                        |             |
| Equisetaceae     | Equisetum giganteum   | RA ; IC                | (2,3) ; (4) |
| Pteridaceae      | Cheilanthes hypoleuca |                        |             |
| Pteridaceae      | Pteris chilensis      |                        |             |
| Thelypteridaceae | Thelypteris argentina |                        |             |

| Familia     | Especie           | Estado de Conservación | (fuente) |
| ----------- | ----------------- | ---------------------- | -------- |
| Ephedraceae | Ephedra chilensis |                        |          |
|             |                   |                        |          |

| Familia          | Especie                                | Estado de Conservación | (fuente)  |
| ---------------- | -------------------------------------- | ---------------------- | --------- |
| Aextoxicaceae    | Aextoxicon punctatum                   | DI                     | (3)       |
| Alstroemeriaceae | Alstroemeria hookeri ssp. recumbens    | VU                     | (6)       |
| Alstroemeriaceae | Alstroemeria pulchra                   | VU                     | (2)       |
| Amaryllidaceae   | Gilliesia graminea                     | VU                     | (2)       |
| Amaryllidaceae   | Leucocoryne ixioides                   | VU                     | (2,3)     |
| Amaryllidaceae   | Miersia chilensis                      | VU                     | (2,3)     |
| Amaryllidaceae   | Phycella bicolor                       | VU                     | (2)       |
| Bromeliaceae     | Puya berteroniana                      | VU                     | (2,3)     |
| Bromeliaceae     | Puya chilensis                         | VU                     | (2,3)     |
| Cactaceae        | Eriosyce subgibbosa var. subgibbosa    | VU                     | (3,5)     |
| Cactaceae        | Trichocereus chiloensis ssp. litoralis | VU                     | (2,3,5)   |
| Fabaceae         | Acacia caven                           | DI                     | (3)       |
| Fabaceae         | Adesmia balsamica                      | RA                     | (1,2)     |
| Icacinaceae      | Citronella mucronata                   | RA                     | (1, 2, 3) |
| Iridaceae        | Calydorea xyphioides                   | EP;VU                  | (6);(2)   |
| Iridaceae        | Herbertia lahue                        | VU                     | (2)       |
| Lauraceae        | Cryptocarya alba                       | DI                     | (3)       |
| Monimiaceae      | Peumus boldus                          | DI                     | (3)       |
| Myrtaceae        | Myrceugenia colchaguensis              | RA                     | (1, 2)    |
| Myrtaceae        | Myrceugenia correifolia                | RA                     | (1, 2, 3) |
| Myrtaceae        | Myrceugenia exsucca                    | DI                     | (3)       |
| Myrtaceae        | Myrceugenia rufa                       | RA                     | (1, 2, 3) |
| Winteraceae      | Drimys winteri                         | DI                     | (3)       |

### Fauna
En la Quebrada de Córdova se puede estar en la presencia de especies de vertebrados nativos, de los cuales 26 de ellos se encuentran en alguna categoría de conservación. También el avistamiento de aves resalta en dos sectores como es playa las Ágatas y la laguna de Córdova. Esto es posible por la diversidad de ambientes presentes como: la playa de arena, roquerío costero, laguna de agua salobre, laguna de agua dulce, totorales y, se suma el aporte del bosque y matorral esclerófilo, permitiendo el albergue de las especies a lo largo de toda la quebrada.
A continuación una tabla con la fauna presente
| Orden          | Especie                | Nombre común     | Estado de Conservación | fuente |
| -------------- | ---------------------- | ---------------- | ---------------------- | ------ |
| Atheriniformes | Basilichthys australis | Pejerrey chileno | VU                     | (1, 2) |
| Characiformes  | Cheirodon pisciculus   | Pocha            | VU                     | (1, 2) |
| Mugiliformes   | Mugil cephalus         | Lisa             | VU                     | (1)    |

| Orden | Especie                   | Nombre común        | Estado de Conservación | fuente      |
| ----- | ------------------------- | ------------------- | ---------------------- | ----------- |
| Anura | Rhinella arunco           | Sapo de rulo        | VU                     | (1, 4)      |
| Anura | Alsodes nodosus           | Sapo arriero        | EP;IC                  | (1, 4); (3) |
| Anura | Caudiverbera caudiverbera | Rana chilena        | EP;VU                  | (4); (1, 3) |
| Anura | Pleurodema thaul          | Sapo de cuatro ojos | VU;IC                  | (4); (1)    |

| Orden    | Especie                | Nombre común          | Estado de Conservación | fuente   |
| -------- | ---------------------- | --------------------- | ---------------------- | -------- |
| Squamata | Philodryas chamissonis | Culebra de cola larga | VU                     | (1, 4)   |
| Squamata | Tachymenis chilensis   | Culebra de cola corta | VU                     | (1, 4)   |
| Squamata | Liolaemus chiliensis   | Lagarto llorón        | VU ; IC                | (1); (4) |
| Squamata | Liolaemus lemniscatus  | Lagartija lemniscata  | VU                     | (1, 4)   |
| Squamata | Liolaemus monticola    | Lagarto de los montes | VU                     | (4)      |
| Squamata | Liolaemus nitidus      | Lagarto nítido        | VU                     | (1, 4)   |
| Squamata | Liolaemus tenuis       | Lagartija esbelta     | VU                     | (4)      |

| Orden            | Especie                  | Nombre común            | Estado de Conservación | fuente   |
| ---------------- | ------------------------ | ----------------------- | ---------------------- | -------- |
| Anseriformes     | Anas flavirostris        | Pato jergón chico       |                        |          |
| Anseriformes     | Anas georgica            | Pato jergón grande      | DI                     | (1)      |
| Apodiformes      | Patagona gigas           | Picaflor gigante        |                        |          |
| Apodiformes      | Sephanoides sephaniodes  | Picaflor                |                        |          |
| Caprimulgiformes | Caprimulgus longirostris | Gallina ciega           |                        |          |
| Charadriiformes  | Vanellus chilensis       | Queltehue               |                        |          |
| Charadriiformes  | Larus maculipennis       | Gaviota cahuil          |                        |          |
| Charadriiformes  | Larus dominicanus        | Gaviota dominicana      |                        |          |
| Charadriiformes  | Tringa flavipes          | Pitotoy chico           |                        |          |
| Charadriiformes  | Numenius phaeopus        | Zarapito                |                        |          |
| Ciconiformes     | Ardea alba               | Garza grande            |                        |          |
| Ciconiformes     | Ardea cocoi              | Garza cuca              | RA                     | (1, 4)   |
| Ciconiformes     | Egretta thula            | Garza chica             |                        |          |
| Ciconiformes     | Nycticorax nycticorax    | Huairavo                |                        |          |
| Ciconiformes     | Cathartes aura           | Jote de cabeza colorada |                        |          |
| Ciconiformes     | Coragyps atratus         | Jote de cabeza negra    |                        |          |
| Columbiformes    | Columba araucana         | Torcaza                 | EP ; VU                | (4); (1) |
| Columbiformes    | Columbina picui          | Tortolita cuyana        |                        |          |
| Columbiformes    | Zenaida auriculata       | Tórtola                 |                        |          |
| Falconiformes    | Accipiter bicolor        | Peuquito                | RA                     | (1,4)    |
| Pelecaniformes   | Sula variegata           | Piquero                 | IC                     | (1,4)    |

| Orden           | Especie                | Nombre común              | Estado de Conservación | fuente |
| --------------- | ---------------------- | ------------------------- | ---------------------- | ------ |
| Didelphimorphia | Thylamys elegans       | Yaca                      | RA                     | (4)    |
| Chiroptera      | Myotis chiloensis      | Murciélago oreja de ratón |                        |        |
| Chiroptera      | Lasiurus borealis      | Murciélago colorado       |                        |        |
| Chiroptera      | Tadarida brasiliensis  | Murciélago cola de ratón  |                        |        |
| Rodentia        | Myocastor coypus       | Coipo                     | VU                     | (4)    |
| Rodentia        | Octodon degus          | Degu                      |                        |        |
| Rodentia        | Octodon lunatus        | Degu costino              | VU                     | (4)    |
| Rodentia        | Spalacopus cyanus      | Cururo                    | EP                     | (4)    |
| Rodentia        | Abrothrix olivaceus    | Ratón olivaceo            |                        |        |
| Rodentia        | Oryzomys longicaudatus | Ratón colilarga           |                        |        |
| Rodentia        | Phyllotis darwini      | Ratón orejudo de Darwin   |                        |        |
| Carnivora       | Lycalopex griseus      | Zorro chilla              | IC                     | (1, 4) |
| Carnivora       | Leopardus guigna       | Güiña                     | EP                     | (1, 4) |
| Carnivora       | Galictis cuja          | Quique                    | VU                     | (1, 4) |

## Conservación
La Fundación Eladio Sobrino desde el año 2009 ha buscado promover y apoyar el amplio desarrollo de la localidad de Isla Negra. La fundación ha estado involucrada en la protección de la Quebrada de Córdova y contribuido a la presencia de guardaparques, además de financiar la reparación del sendero en una extensión de 2 km. 

Por otra parte después del término del Proyecto FPA "Reciclaje sustentable en la Quebrada de Córdova", firmó un convenio con la Junta de Vecinos Santa Luisa para hacerse cargo de la mantención del Vivero Santa Luisa creado originalmente por este proyecto. Con ejemplares nativos provenientes del vivero, ha participado realizando numerosas plantaciones en sectores deteriorados o intervenidos de la Quebrada de Córdova.[cita requerida]

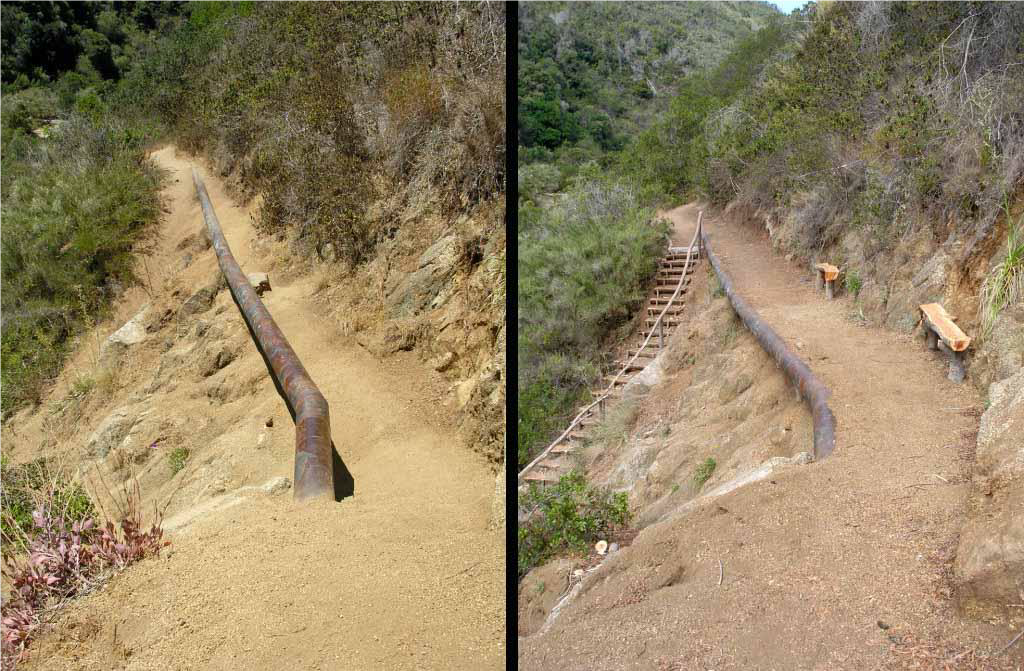
Recuperación del sendero sector Coipo Chico. Estado previo (izquierda) y actual (derecha)
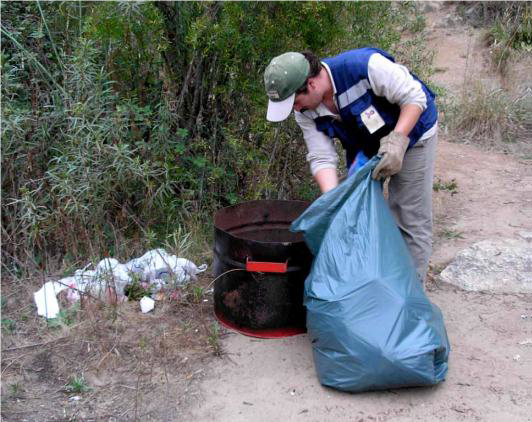
Retiro de basura y escombro en áreas de Quebrada de Córdova
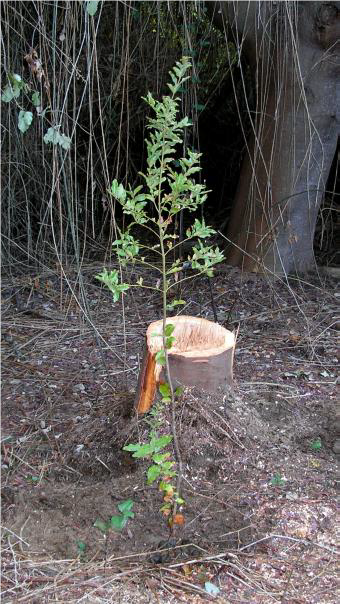
Ejemplar de Cryptocarya alba plantado en reemplazo de aromo australiano (Acacia melanoxylon)
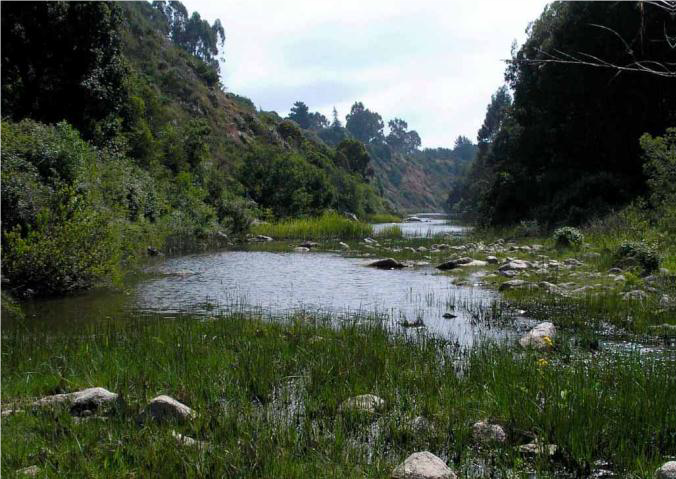
La belleza interior de la Quebrada de Córdova donde se forma una laguna

## Ley de Humedales Urbanos
La Ley de Humedales Urbanos, promulgada el 16 de enero de 2020, tiene como objetivo proteger los humedales urbanos de Chile. Esta legislación surgió de un proceso participativo que involucró a diversas organizaciones, investigadores, comunidades y el sector académico. La ley establece un reglamento para el reconocimiento de humedales urbanos, gestionado por el Ministerio del Medio Ambiente, y obliga a los municipios a dictar ordenanzas de protección y a incluir estos ecosistemas en los planes territoriales Además, cualquier proyecto que pueda impactar un humedal urbano debe someterse al Sistema de Evaluación de Impacto Ambiental (SEIA).
El 6 de octubre de 2022, la Municipalidad de El Quisco presentó una solicitud para declarar el Humedal de Córdova como Humedal Urbano. Actualmente, el expediente se encuentra en proceso de "Análisis de Antecedentes" por parte del Ministerio del Medio Ambiente.

## Presiones y amenazas

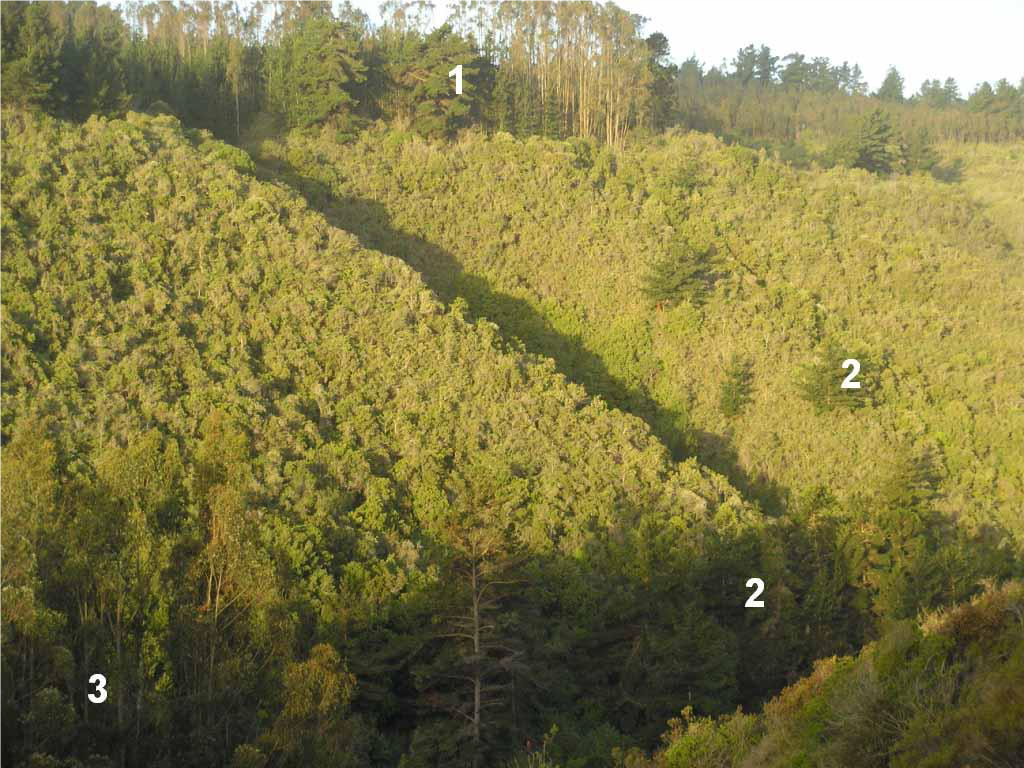
Plantaciones forestales (1) contiguas a la Quebrada de Córdova y ejemplares de Pinus radiata (2) y Eucalyptus globulus (3) creciendo entre la vegetación nativa de la quebrada

Se mencionan como acciones que están debilitando este humedal:
- La caza ilegal y el uso del espacio ocupado para el pastoreo
- Incendios
- Presencia de especies exóticas como perros y gatos[25]
- Escombros y basurales[26]
- Disminución del caudal del estero y las vertientes de la cuenca asociada al incremento de captaciones de agua en el sector.
- Extracción de áridos (como gravilla), que ha provocado la disminución del tamaño de playa y, también, ha mezclado de agua dulce y salada en la laguna de Córdova.
- Exposición a especies introducidas como el pino insigne (Pinus radiata) y el eucalipto (Eucalyptus globulus), por plantaciones forestales que limitan con el sector.
- Fragmentación del hábitat
- Posibles proyectos inmobiliarios en el sector.